# 岳靈珊
岳靈珊是金庸武俠小說《笑傲江湖》的重要角色，華山派掌門岳不羣與寧中則獨女，丈夫為林平之。

## 生平
岳靈珊為華山派掌門岳不羣和寧中則的獨女，從小與大師兄令狐冲為青梅竹馬，與令狐冲合創冲靈劍法。
由於令狐冲與青城派人士發生衝突，岳不羣擔心會對華山派造成影響，隨派二弟子勞德諾前去福州暗中調查，然而岳靈珊出於玩心，央求父親讓她一同下山。兩人偽裝成開設小酒店的爺孫收集青城派的情報，岳靈珊裝作一名醜女。不料青城派掌門之子余人彥對其出言輕薄，惹得正好在店中的福威鏢局少鏢頭林平之不滿，雙方發生爭鬥。結果造成林平之錯殺余人彥，就此埋下福威鏢局滅門的開端。
林平之投奔華山派後，她對於這個唯一輩份在她之下的師弟關照有加，加上當初林平之的仗義之舉讓她更是青睞，這讓年紀相近的兩人越走越近。同時令狐冲因為下山種種行為，被罰在思過崖面壁思過一年，雖說岳靈珊自告奮勇，每日為其送飯，仍讓兩人的相處時間大幅減少。爾後在送飯時的閒談中，她的話題也漸漸地繞不開與林平之的相處，讓令狐冲愈來越不是滋味，之後更因醋意大發，在對練的過程中失手將岳靈珊在十八歲誕辰時，由母親寧中則贈予的寶劍碧水劍打落深淵，造成兩人的隔閡。其後，岳靈珊上思過崖的頻率顯著降低，最終更情歸林平之，令單相思師妹的令狐冲傷心至极但無可奈何。
雖然如此，她對令狐冲仍就有著如對兄長般的敬愛之情，即便岳不羣將令狐冲逐出師門，也不改師兄之稱。但破廟一戰時，令狐冲劍法莫名大進，加上岳不羣對放逐令狐冲的罪狀中包含盜取林家祖傳的「辟邪劍法」，讓她誤會令狐冲武功精進是因為偷學「辟邪劍法」所致。而隨岳不羣對令狐冲的態度漸漸惡化，一向敬重父親的岳靈珊也連帶受其影響。雖然在福威鏢局，得知岳不羣打算親手處決令狐冲時，不只提前勸說他逃跑，更想向父親解釋當時令狐冲是為救她與林平之才殺死兩位嵩山派人士，但在岳不羣的強硬態度下無果。而之後令狐冲使用吸星大法，證實他與日月神教已有關聯，加上當時林平之突然被人暗算重傷，情急之下誤以為令狐冲徹底墮入魔道，為獨佔「辟邪劍法」而企圖殺害林平之，一度與他決裂。直到之後，令狐冲在她與林平之遇上危險時出手相助後才有所緩和。
在嵩山大會上，岳靈珊在令狐冲之後學會了思過崖壁刻的各派招式，分別以泰山劍法擊敗泰山派玉音子、玉磬子，以魔教長老破解衡山劍法的技巧擊敗莫大先生，技驚四座。而對上同樣學過思過崖招式的令狐冲卻是難分難捨，兩人纏鬥之時更情不自禁地重現昔日對練冲靈劍法的情景，最終以再令狐冲禮讓下獲勝。
岳靈珊與林平之成婚後，林平之性格大變甚至不與其同床，二人實為有名無實夫妻，岳靈珊至此異常苦悶。實情是林平之在成婚前已自宮習武。
林平之與岳不羣反目後，追殺林家的滅門仇人青城派余滄海，後致雙目失明，岳靈珊一直隨夫之側，不離不棄。但林平之在遭到岳不羣算計後，一直懷疑岳靈珊接近自己是別有用心，直到聽說岳靈珊為維護他而對父母謊稱夫妻和睦才有所緩和，也說出了一切的真相。岳靈珊得知自己一直深深錯怪自己敬若兄長的令狐冲，而一向敬愛的父親竟是狡詐的陰謀家，內心受到極大衝擊。加上林平之也承認，他與岳靈珊結婚也只是拿她作對付岳不羣的擋箭牌，使她更加心灰意冷，想出家為尼，父親丈夫兩不相幫。然而林平之早已被仇恨之心衝昏頭腦，認為若非岳不羣先佈下巧取「辟邪劍法」之計，他也不會因失手殺害余人彥而招來余滄海的極端手段，為此不惜投靠嵩山派，並刺殺岳靈珊以博取信任。正好在一旁的令狐冲與任盈盈雖然立即救援，但岳靈珊已回天乏術，臨死前雖然知道自己的遺願會讓令狐冲為難，仍請求他代為照顧林平之，以此絕了令狐冲報仇之念。

## 冲靈劍法
冲是「令狐冲」，靈是「岳靈珊」，是二人在華山玉女峰旁自創的劍法。
令狐冲的天份比師妹高得多，不論做甚麼事都喜不拘成法，別創新意，這路劍法雖說是二人共創，十之八九卻是令狐冲想出來的。當時二人武功造詣尚淺，這路劍法中也並沒甚麼厲害的招式，只是二人常在無人處拆解，練得卻十分純熟。雖然是二人私下鬧着玩的劍法，臨敵時沒半點用處，但隱含二人少年初戀的情懷及雙方許下終生不渝的承諾。
在第三十三回 「比劍」，令狐冲與岳靈珊在嵩山五嶽劍派大會比武時用到「冲靈劍法」的招式名稱：「青梅如豆」、「柳葉似眉」、「霧中初見」、「雨後乍逢」、及「同生共死」。
「青梅如豆」、「柳葉似眉」二式招名是出自於宋代歐陽修的《阮郎归·南园春半踏青时》：「南園春半踏青時，風和聞馬嘶。青梅如豆柳如眉，日長蝴蝶飛。」此词描写的是一位女子于仲春时节踏青时的见闻以及由此而产生的相思之情。

## 影视形象

### 电视剧
- 1984 戚美珍 香港无线电视剧《笑傲江湖》
- 1985 应采灵 台湾台视电视剧《笑傲江湖》
- 1996 陈少霞 香港无线电视剧《笑傲江湖》[4]
- 2000 陈德容 台湾中视电视剧《笑傲江湖》
- 2000 李锦梅 新加坡电视剧《笑傲江湖》
- 2001 苗乙乙 中國电视剧《笑傲江湖》
- 2013 杨蓉 中國电视剧《笑傲江湖》
- 2018 姜梓新 中國电视剧《笑傲江湖》

### 电影
- 1978 庄莉 香港邵氏电影《笑傲江湖》
- 1990 叶童 香港电影《笑傲江湖》
- 1992 李嘉欣 香港电影《笑傲江湖II東方不敗》
- 2004 蔡灿得 电影《手机有鬼》